# 西班牙共和武裝部隊
西班牙共和武裝部隊（西班牙語：Fuerzas Armadas de la República Española），是西班牙第二共和國歷史時期（1931年-1939年）負責西班牙境內國防和維護公共秩序的機構。從共和國成立一直到1939年西班牙內戰結束。

## 歷史
西班牙共和武裝部隊歷史分為兩部分：戰前，當時西班牙共和國的武裝部隊是西班牙事實上的武裝部隊，以及軍隊，當時是西班牙武裝部隊的一部分共和國支持西班牙方陣中的叛變分子，一部分仍然忠於共和政府，並與民族主義者發生衝突。

## 外部連結
- Foro Militar General – Spanish Military forum （页面存档备份，存于） （西班牙語）